# Daddy's Highway
Daddy's Highway è il primo album in studio del gruppo The Bats, pubblicato nel 1987 dalla Flying Nun Records.

## Tracce
Testi e musiche di Robert Scott.
1. Treason – 2:55
2. Sir Queen – 3:25
3. Round And Down – 2:18
4. Take It – 2:30
5. North By North – 4:08
6. Tragedy – 3:00
7. Block Of Wood – 3:12
8. Miss These Things – 3:07
9. Mid City Team – 2:25
10. Some Peace Tonight – 2:53
11. Had To Be You – 3:03
12. Daddy's Highway – 4:00

Bonus track nella nuova edizione del 2010
1. Calm Before The Storm – 2:55
2. Candidate – 3:25
3. Mad On You – 2:18
4. Trouble In This Town – 2:30
5. Made Up In Blue – 4:08

## Musicisti
- Paul Kean (basso, voce)
- Malcolm Grant (batteria)
- Robert Scott (voce, chitarra ritmica, tastiere)
- Kaye Woodward (chitarra, voce)